# Brandýs nad Orlicí
Brandýs nad Orlicí' (en allemand : Brandeis an der Adler) est une ville du district d'Ústí nad Orlicí, dans la région de Pardubice, en Tchéquie. Sa population s'élevait à 1 305 habitants en 2024.

## Géographie
Brandýs nad Orlicí est arrosée par la Tichá Orlice, un affluent de l'Orlice, dans le bassin de l'Elbe. Elle se trouve à 5 km à l'est de Choceň, à 9 km au nord-ouest d'Ústí nad Orlicí, à 37 km à l'est de Pardubice et à 133 km à l'est de Prague.
La commune est limitée par Mostek au nord-ouest, par Podlesí au nord, par Orlické Podhůří à l'est, par Sudislav nad Orlicí et Oucmanice au sud, par Zářecká Lhota au sud-ouest.

## Histoire
La première mention écrite de Brandeis remonte au XIIIe siècle, lorsque Heinrich von Brandis, un descendant de la famille noble saxonne von Brandis, y fit construire un château.

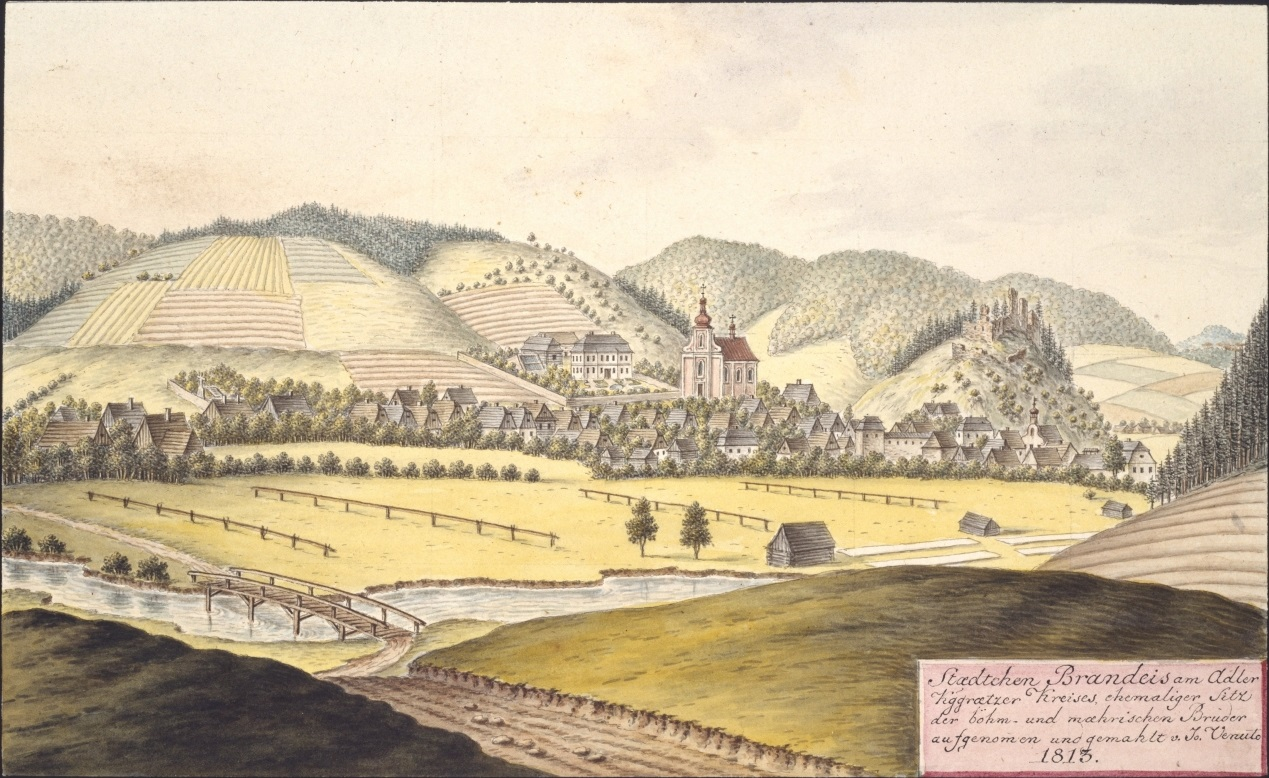
Brandýs nad Orlicí en 1813 par Joann Venuto.

## Galerie

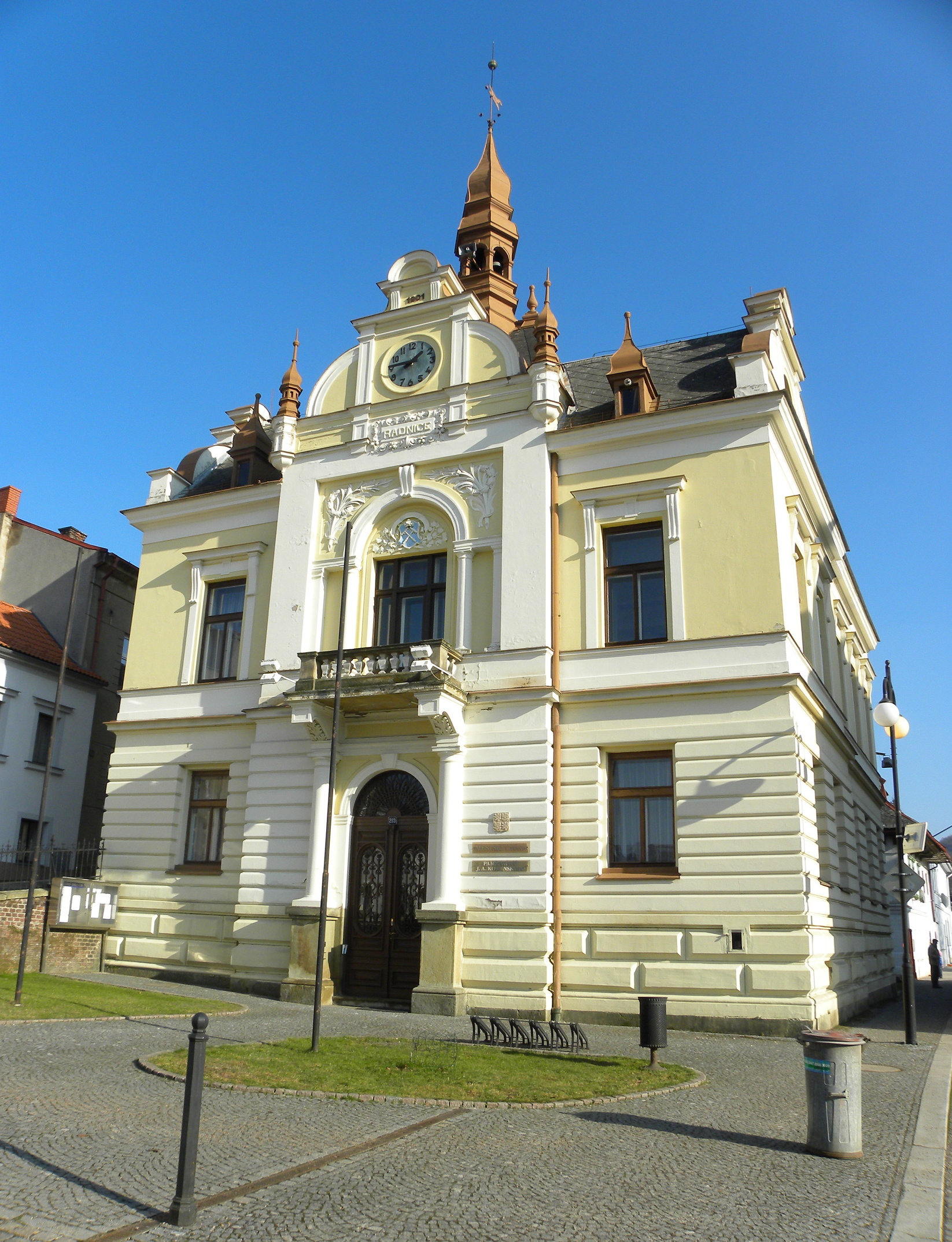
Brandýs nad Orlicí : hôtel de ville.
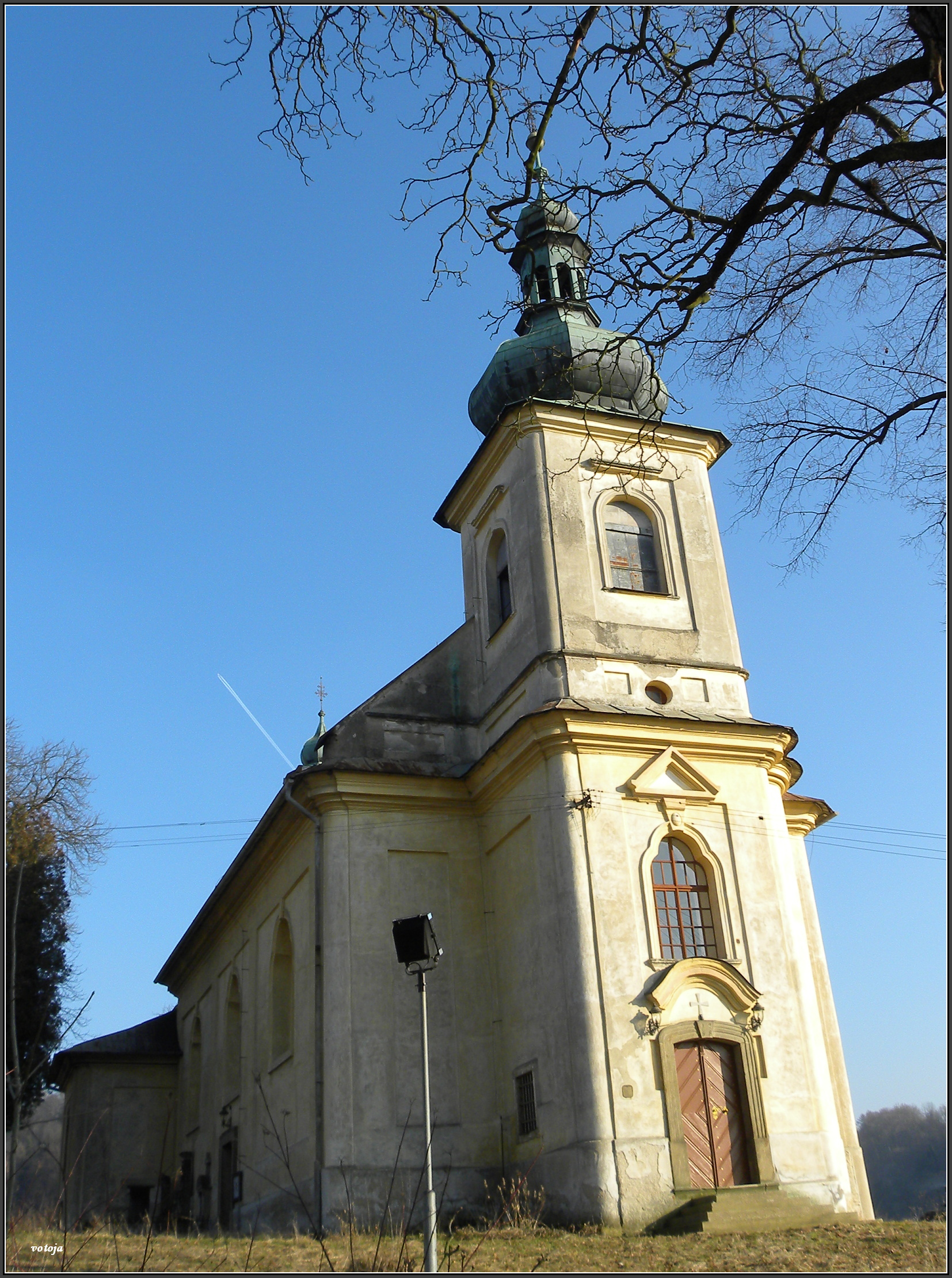
Église de l'Ascension.
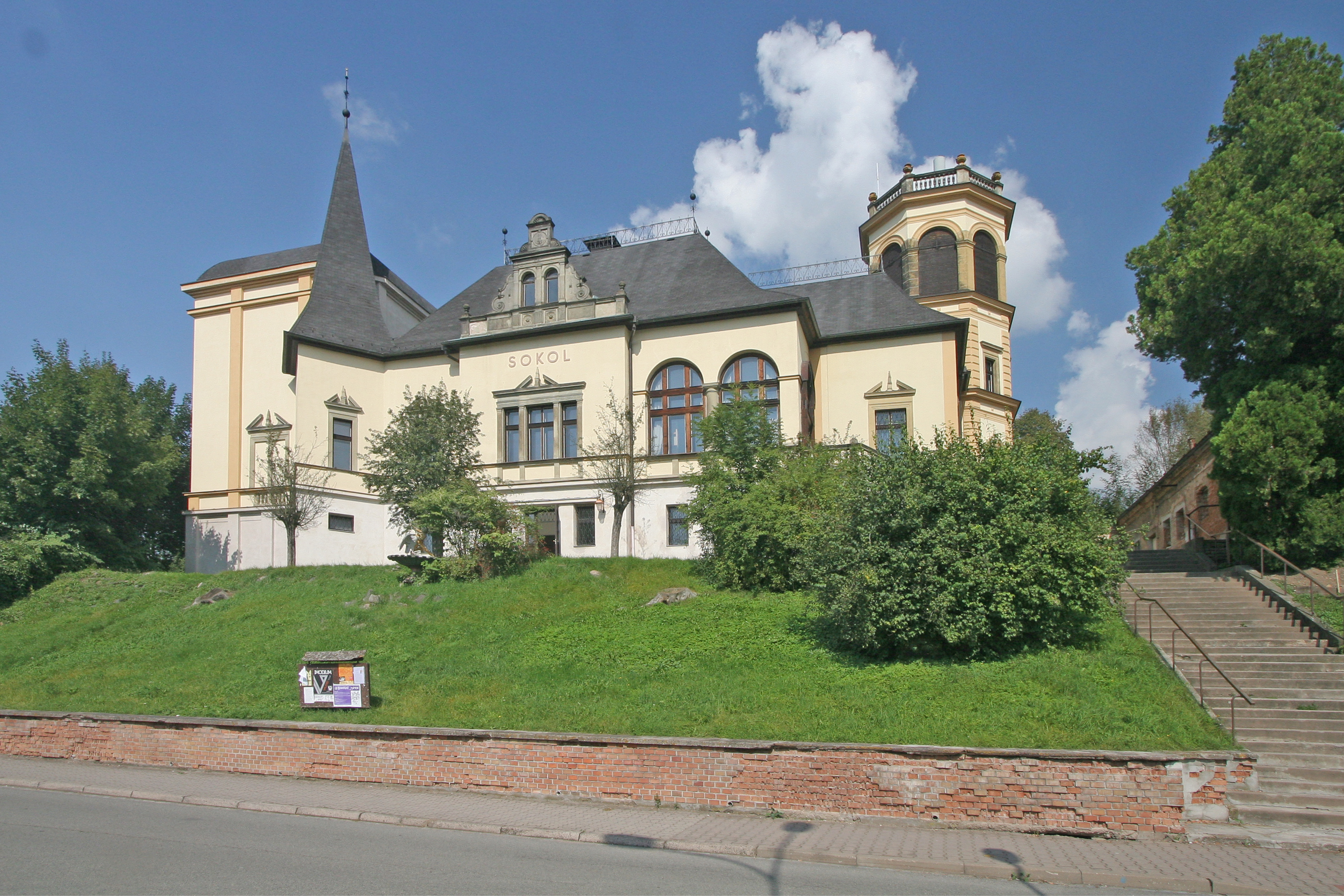
Sokolovna.

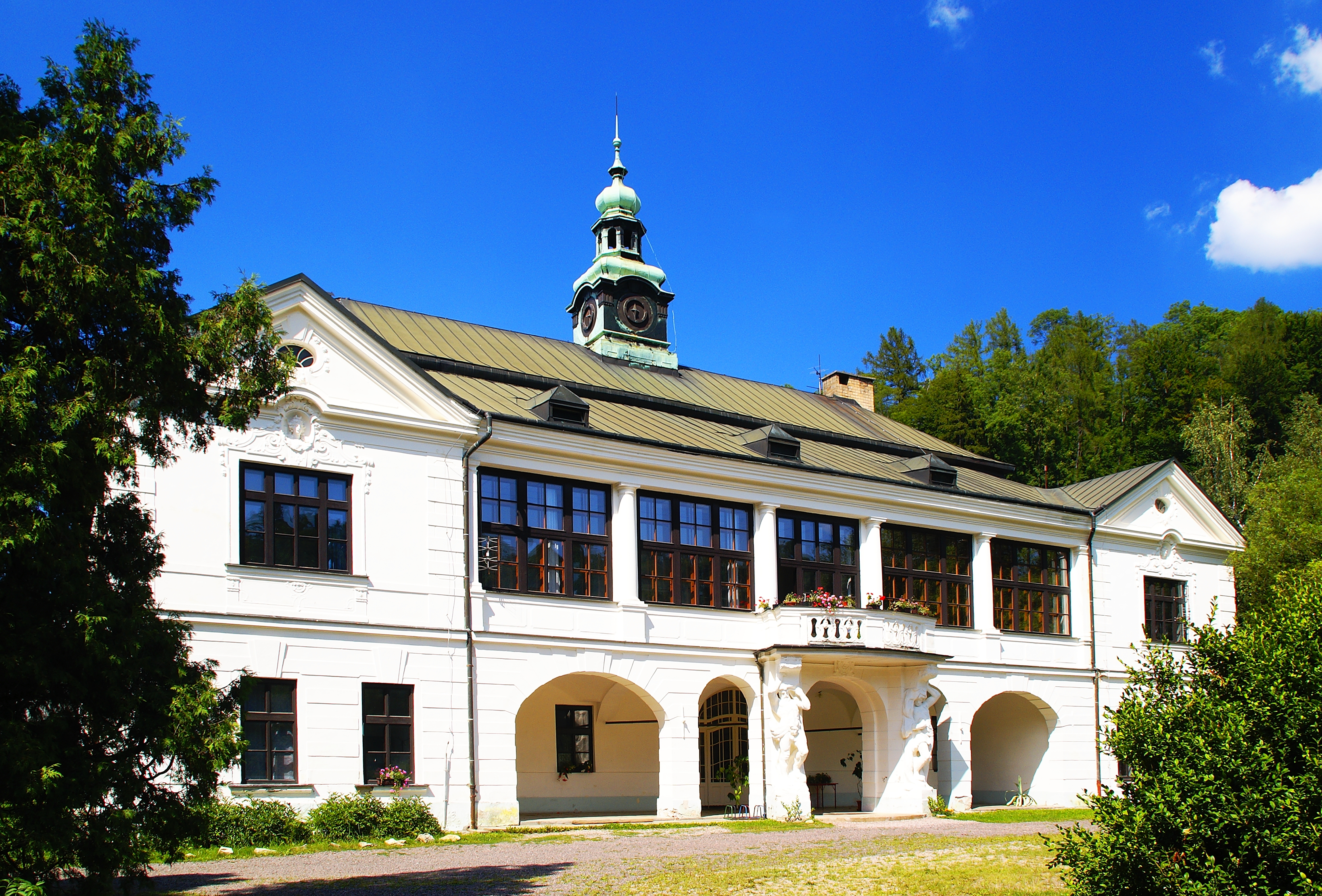
Château de Brandýs nad Orlicí.
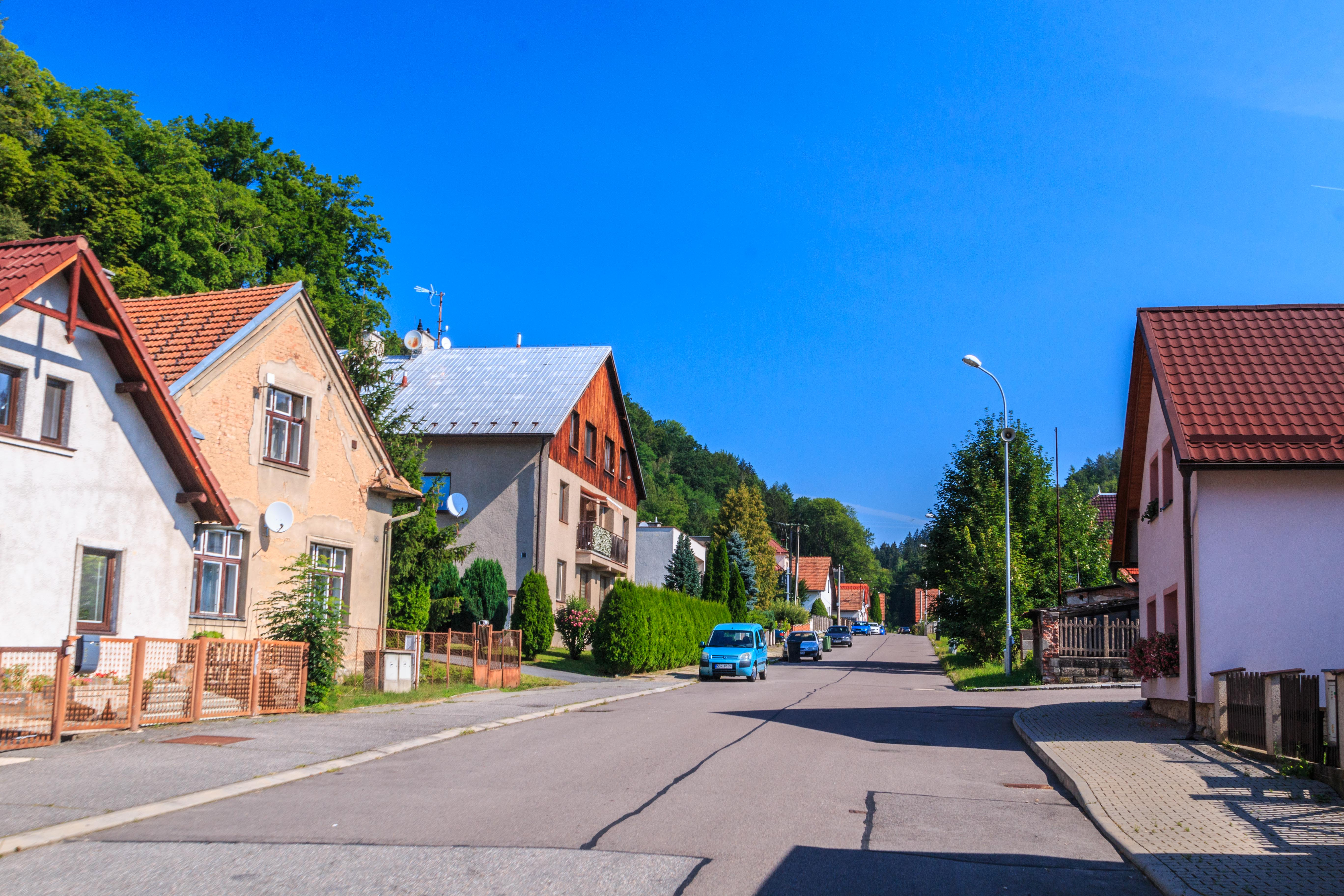
Rue Lázeňská.

## Transports
Par la route, Brandýs nad Orlicí se trouve à 12 km d'Ústí nad Orlicí, à 45 km de Pardubice et à 166 km de Prague.